# Francisco Monterde Ferrer
Francisco Monterde Ferrer (València, 1947) és magistrat espanyol. Va ser vocal del Consell General del Poder Judicial d'Espanya entre 1996 i 2001, havent estat la seva candidatura per a aquesta funció proposada per l'Associació Professional de la Magistratura (APM), i recolzada pel Partit Popular. Des de 2003 és magistrat de la Sala penal del Tribunal Suprem d'Espanya gràcies als vots del sector conservador del CGPJ. És proper a l'Opus Dei.

## Biografia
Llicenciat en Dret per la Universitat de València, va ingressar en la carrera judicial en 1974. Les seves primeres destinacions van ser com a jutge de primera instància i instrucció a Molina de Aragón (Guadalajara), Sogorb (Castelló) i Sueca (València). És net del magistrat Francisco Monterde Pastor.

## Trajectòria
L'any 1981, Monterde Ferrer va ascendir a la categoria de magistrat i va ser destinat a l'Audiència Provincial de Girona, on va estar exercint fins a juny de 1983. Posteriorment, el magistrat es va fer càrrec del Jutjat d'Instrucció número 9 de València. El 12 de juny de 1984 es va incorporar a l'Audiència Provincial de València, òrgan en el qual va presidir la Secció Segona.
Monterde pertany a la conservadora Associació Professional de la Magistratura, un grup que li va impulsar en el seu camí al Consell General del Poder Judicial (CGPJ), al que va accedir en 1996 i a proposta del Partit Popular. Va formar part de l'òrgan de Govern del Poder Judicial presidit per Javier Delgado Barrio fins a 2001, quan va tornar a la Secció Segona de l'Audiència Provincial de València. Al novembre de 2003 va ser designat magistrat de la Sala penal del Tribunal Suprem gràcies als vots del sector conservador del CGPJ.
Havia de jutjar Baltasar Garzón per la causa de la Memòria Històrica però fou declarat contaminat per falta d'imparcialitat objectiva, fet que no el va impedir incorporar-se al cas Gurtel.

### Cas Gürtel
Com a jutge instructor del cas Gürtel contra el tresorer del PP, Luis Bárcenas, i el diputat Jesús Merino, amb prou feines va fer res més que prendre'ls declaració.
El 17 març de 2010 el Tribunal Suprem (TS) va prorrogar per vuitè mes consecutiu el secret de les actuacions en el "cas Gürtel", en el qual s'investigava una suposada trama de corrupció lligada a càrrecs del Partit Popular, la qual cosa significa que les parts personades, a excepció de la Fiscalia, seguiran sense tenir accés a les mateixes. Així ho va acordar en un acte el magistrat instructor del cas en el TS, Francisco Monterde, qui el 17 d'agost va prorrogar per primera vegada el secret d'aquestes actuacions. Monterde al·legà que subsisteixen les raons que van motivar mantenir el secret en la primera ocasió. Entre elles, l'instructor -com en les actuacions de pròrroga anteriors- assenyala les necessitats de la instrucció, la naturalesa dels delictes perseguits i afegeix el caràcter de les diligències de prova documentals i pericials que s'estan practicant.

### Cas Faisán
Al febrer de 2014 va ser designat com a magistrat del Tribunal Suprem per entendre sobre els recursos interposats contra la sentència pel cas Faisán, l'avís a ETA pel qual l'Audiència Nacional va condemnar a dos càrrecs policials per alertar a l'amo del bar Faisán que anava a ser detingut en una operació contra ETA. L'associació Dignitad y Justicia i el Partit Popular havien recorregut perquè fossin condemnats per un delicte de col·laboració amb organització terrorista i no només per revelació de secrets, tal com va establir en la seva sentència l'Audiència Nacional.
El gener del 2018 fou un dels tres magistrats que ratificà la presó preventiva per Oriol Junqueras, argumentant un "risc rellevant" de reiteració delictiva perquè "no té la intenció d'abandonar" la via seguida fins ara".